# Prérogative royale en droit canadien
Pour un article plus général, voir Prérogative royale.
En droit canadien, la prérogative royale (ou prérogative de la Couronne) est un pouvoir résiduel du souverain qui est exercé par le gouvernement du Canada (le cabinet du Canada, essentiellement le premier ministre et les ministres qu'il nomme) en raison du fait que le Parlement du Canada a choisi de ne pas légiférer sur un sujet qui relève traditionnellement de la compétence du pouvoir exécutif.

## Matières couvertes par la prérogative royale
Les domaines d'action gouvernementale qui relèvent de la prérogative royale incluent notamment la guerre et la paix, la conclusion de traités, d'autres actes du gouvernement en matière d'affaires étrangères, la défense nationale et les forces armées.

## Possibilité pour le Parlement de se saisir d'une prérogative royale
Comme la prérogative royale est un pouvoir résiduaire et que le Canada est sous un régime de souveraineté parlementaire, rien n'empêche en théorie le Parlement de se saisir d'un pouvoir actuellement exercé à la discrétion du ministre. Par exemple, le Parlement du Canada pourrait adopter une loi sur la conclusion des traités pour avoir compétence non seulement sur la mise en œuvre des traités, mais aussi sur leur conclusion en vertu des règles de la convention de Vienne de 1969 en droit international public.

## Assujettissement à la Charte et remède de jugement déclaratoire
La prérogative royale est assujettie à la Charte canadienne des droits et libertés, d'après l'arrêt Operation Dismantle de la Cour suprême du Canada. Le principe de non-justiciabilité ne s'applique pas à l'égard de la prérogative royale, car la prérogative royale peut enfreindre un droit visé par la Charte. On a rejeté de la théorie de la question politique dans l'arrêt Operation Dismantle et le Renvoi sur la sécession du Québec. Le tribunal peut déterminer si la prérogative royale existe, d'après l'affaire Conrad Black.
D'après l'arrêt Canada (Premier ministre) c. Khadr, si la Charte a été enfreinte par la prérogative royale, le tribunal doit respecter la séparation des pouvoirs, et alors le seul remède est le jugement déclaratoire.

## Prérogative royale de clémence
Il existe une prérogative royale de clémence en droit pénal canadien. Elle s'exerce par le gouverneur-général sur recommandation du conseil des ministres. Pendant les années 1960, elle était souvent utilisée pour commuer les peines de mort qui résultaient des condamnations pour meurtre. De nos jours, il existe des directives ministérielles à la Commission des libérations conditionnelles du Canada pour orienter l'exercice du pouvoir de clémence. Il s'agit d'une procédure exceptionnelle qui est rarement appliquée  à l'époque actuelle.